# Psammiosorus paucivenius
Psammiosorus paucivenius là một loài dương xỉ trong họ Tectariaceae. Loài này được C. Chr. C. Chr. mô tả khoa học đầu tiên năm 1934.